# カントリーグラマー (競走馬)
カントリーグラマー（Country Grammer、2017年5月11日 - ）は、アメリカ合衆国の競走馬。主な勝ち鞍は2021年のハリウッドゴールドカップ、2022年のドバイワールドカップ。

## 戦績

### 2歳（2019年）
10月5日ベルモントパーク競馬場の未勝利戦でルイス・サエス騎手を背にデビューして4着。続く11月11日アケダクト競馬場の未勝利戦をアイラッド・オルティス・ジュニア騎手と共に初勝利を挙げた。

### 3歳（2020年）
2月29日のファウンテンオブユースステークス(G2)でハビエル・カステリャーノ騎手を背に始動するも5着。暫くたった6月4日ベルモントパーク競馬場の条件戦も2着に敗れた。
7月16日、オルティス騎手に戻してピーターパンステークス(G3)に出走。カラカロとの接戦をクビ差で制してグレード競走初制覇を果たした。
その後、8月8日のトラヴァーズステークスに出走するも5着に敗れた。

### 4歳（2021年)
4月17日のカリフォルニアンステークス(G2)から始動。アデル・セディーロ騎手騎手を背に先頭で競馬を進め、4コーナーで並び掛けてきたロイヤルシップと壮絶な叩き合いとなり、クビ差の2着に敗れた。
新たにフラヴィアン・プラ騎手と組み、5月31日のハリウッドゴールドカップステークスに1番人気で出走。好発馬を決めて2番手に付ける。背後でマークしていたロイヤルシップと第3コーナーからの一騎打ちとなる。直線入り口でロイヤルシップが僅かに前に出るも、直線半ばで差し返してアタマ差で勝利し、G1初制覇。前走で敗れたロイヤルシップに雪辱を果たした。
その後はホイットニーステークスに出走する予定だったが、脚首を故障して回避。ウインスターファームで休養することになった。

### 5歳（2022年）
2月26日サウジカップで戦線復帰、7番人気での出走となった。逃げ馬の直後に付けて競馬を進めたが、残り50mで地元馬エンブレムロードの豪快な末脚に差し切られて2着に敗れた。
新たにランフランコ・デットーリ騎手に乗り替わって3月27日のドバイワールドカップに出走。英ブックメーカーのオッズで3番人気、JRAオッズで4番人気に支持された。1番人気馬ライフイズグッドが逃げて、本馬はハイポセティカルと並んで3・4番手を追走。第3コーナーでデットーリ騎手が鞭を抜く苦しい場面も見受けられたが、叱咤に応えて前の2頭に粘りついていく。残り300mで3馬身ほど前にいたライフイズグッドに詰め寄り、残り100mで脚が上がったライフイズグッドを並ぶ間もなく交わし去ってゴールを駆け抜けて勝利。二度目のG1制覇を挙げた。鞍上のデットーリ騎手は「残り1ハロンの時点で勝ったと思った。ラスト1ハロンはとても素晴らしかった」とカントリーグラマーを称えた。
帰国初戦は7月30日のサンディエゴハンデキャップ(G2)からジョン・ヴェラスケス騎手を背に始動。1番人気の支持を受けるもロイヤルシップに振り切られて2馬身1/4差の2着。カントリーグラマーより5ポンド（約2.3kg）軽い負担重量を生かされた形となった。
続いて9月4日のパシフィッククラシックステークスに出走。フライトラインに次ぐ2番人気の支持を受けるもフライトラインから19馬身1/4差の2着に敗れた。
その後は10月1日オーサムアゲインステークスにブライエン・ジョセフ・ヘルナンデス騎手を背に出走。4番手を追走して第3コーナーから捲るも2番手で粘っていたスローダウンアンディを交わすのが精一杯で、同厩のディファンデッドの1馬身3/4差の2着に敗れた。
暮れの12月26日、再びデットーリ騎手と組んでサンアントニオステークス(G2)に出走。大外枠から発送して4番手に付ける。向こう正面から少しずつ進出を始め、第3コーナーからデットーリ騎手の仕掛けに応えると早くも先頭に立つ。直線では粘っているスティレイトボーイを突き放して4馬身半差で圧勝。ここでは格の違いを見せつけた。

### 6歳（2023年）
前年に引き続き、年内初戦としてサウジカップ(G1)に出走。逃げるパンサラッサを、他の日本馬と共に追う形でレースを進め、直線では一度中団あたりまで位置を下げたが、先行し追いすがる日本馬勢を残り100m付近から急襲。しかし、パンサラッサに3/4馬身届かず、2年連続となる2着に敗れた。続く連覇を狙ったドバイワールドカップ(G1)では1番人気に推されたが、ウシュバテソーロの7着に沈んだ。帰国初戦となったハリウッドゴールドカップステークス(G1)は2番人気で迎えたが、前残りの展開で末脚を封じられ4着に終わった。
そしてハリウッドゴールドカップを最後に引退。獲得賞金は1480万1320ドルで、アロゲート・ガンランナーに次ぐ北米歴代3位であった。引退後の2024年よりウインスターファームで種牡馬入りする。

## 競走成績
出典：Racing Post、JRA-VAN Ver.World、Sky Sports
| 年月日     | 競馬場                   | レース名                | 格 | 距離（馬場）  | 頭数 | 枠番 | 馬番 | 着順 | 騎手             | 斤量 (lb) | タイム  | 着差       | 1着（2着）馬        |
| ---------- | ------------------------ | ----------------------- | -- | ------------- | ---- | ---- | ---- | ---- | ---------------- | --------- | ------- | ---------- | ------------------- |
| 2019.10.05 | ベルモントパーク         | 未勝利戦                |    | 芝1m (Gd)     | 10   | 12   | 11   | 4着  | L.サエス         | 119       |         |            | Don Juan Kitten     |
| 0000.11.11 | アケダクト               | 未勝利戦                |    | ダ1m1f (Fs)   | 10   | 7    | 7    | 1着  | I.オルティスJr.  | 119       | 1:54.39 | 3 1/4馬身  | （Portos）          |
| 2020.02.29 | ガルフストリームパーク   | ファウンテンオブユースS | G2 | ダ1m1/2f (Fs) | 10   | 6    | 7    | 5着  | J.カステリャーノ | 118       |         | 9 1/4馬身  | Ete Indien          |
| 0000.06.04 | ベルモントパーク         | 条件戦                  |    | ダ1m1/2f (Fs) | 8    | 8    | 8    | 3着  | J.カステリャーノ | 122       |         | 6 1/2馬身  | Tap It To Win       |
| 0000.07.16 | サラトガ                 | ピーターパンS           | G3 | ダ1m1f (Fs)   | 9    | 2    | 2    | 1着  | I.オルティスJr.  | 120       | 1:49.79 | クビ       | （Caracaro）        |
| 0000.08.08 | サラトガ                 | トラヴァーズS           | G1 | ダ1m2f (Fs)   | 7    | 1    | 2    | 5着  | I.オルティスJr.  | 126       |         | 10 1/2馬身 | Tiz The Law         |
| 2021.04.18 | サンタアニタ             | カリフォルニアンS       | G2 | ダ1m1f (Fs)   | 5    | 3    | 3    | 2着  | A.セディーロ     | 124       |         | クビ       | Royal Ship          |
| 0000.06.01 | サンタアニタ             | ハリウッド金杯S         | G1 | ダ1m2f (Fs)   | 7    | 2    | 2    | 1着  | F.プラ           | 122       | 2:02.23 | アタマ     | （Royal Ship）      |
| 2022.02.26 | キングアブドゥルアジーズ | サウジC                 | G1 | ダ1m1f (Fs)   | 14   | 1    | 3    | 2着  | F.プラ           | 126       |         | 1/2馬身    | Emblem Road         |
| 0000.03.26 | メイダン                 | ドバイワールドC         | G1 | ダ1m2f (Fs)   | 10   | 4    | 3    | 1着  | L.デットーリ     | 126       | 2:04.97 | 1 3/4馬身  | （Hot Rod Charlie） |
| 0000.07.31 | デルマー                 | サンディエゴH           | G2 | ダ1m1/2f (Fs) | 9    | 8    | 8    | 2着  | J.ヴェラスケス   | 125       |         | 2 1/4馬身  | Royal Ship          |
| 0000.09.04 | デルマー                 | パシフィッククラシックS | G1 | ダ1m2f (Fs)   | 6    | 2    | 2    | 2着  | J.ヴェラスケス   | 124       |         | 19 1/4馬身 | Flightline          |
| 0000.10.02 | サンタアニタ             | オーサムアゲインS       | G1 | ダ1m1f (Fs)   | 8    | 4    | 4    | 2着  | J.ヘルナンデス   | 124       |         | 1 3/4馬身  | Defunded            |
| 0000.12.26 | サンタアニタ             | サンアントニオS         | G2 | ダ1m1/2f (Fs) | 6    | 6    | 6    | 1着  | L.デットーリ     | 123       | 1:43.45 | 4 1/2馬身  | （Stilleto Boy）    |
| 2023.02.25 | キングアブドゥルアジーズ | サウジC                 | G1 | ダ1m1f (Fs)   | 13   | 10   | 2    | 2着  | L.デットーリ     | 126       |         | 3/4馬身    | Panthalassa         |
| 0000.03.25 | メイダン                 | ドバイワールドC         | G1 | ダ1m2f (Fs)   | 15   | 14   | 4    | 7着  | L.デットーリ     | 126       |         | 13 3/4馬身 | Ushba Tesoro        |
| 0000.05.30 | サンタアニタ             | ハリウッド金杯S         | G1 | ダ1m2f (Fs)   | 6    | 1    | 1    | 4着  | F.プラ           | 124       |         | 4 3/4馬身  | Defunded            |

馬場状態：Gd=Good、Fs=Fast

## 血統表
| カントリーグラマーの血統  | カントリーグラマーの血統                                                                  | カントリーグラマーの血統                                                                  | （血統表の出典）                                                                          | （血統表の出典） |
| 父系                      | ボールドルーラー系                                                                        | ボールドルーラー系                                                                        | ボールドルーラー系                                                                        |                  |
| 父 Tonalist 鹿毛 2011     | 父の父Tapit 芦毛 2001                                                                     | Pulpit                                                                                    | A.P. Indy                                                                                 | A.P. Indy        |
| 父 Tonalist 鹿毛 2011     | 父の父Tapit 芦毛 2001                                                                     | Pulpit                                                                                    | Preach                                                                                    |                  |
| 父 Tonalist 鹿毛 2011     | 父の父Tapit 芦毛 2001                                                                     | Tap Your Heels                                                                            | Unbridled                                                                                 | Unbridled        |
| 父 Tonalist 鹿毛 2011     | 父の父Tapit 芦毛 2001                                                                     | Tap Your Heels                                                                            | Ruby Slippers                                                                             |                  |
| 父 Tonalist 鹿毛 2011     | 父の母Settling Mist                                                                       | Pleasant Colony                                                                           | His Majesty                                                                               | His Majesty      |
| 父 Tonalist 鹿毛 2011     | 父の母Settling Mist                                                                       | Pleasant Colony                                                                           | Sun Colony                                                                                |                  |
| 父 Tonalist 鹿毛 2011     | 父の母Settling Mist                                                                       | Toll Fee                                                                                  | Topsider                                                                                  | Topsider         |
| 父 Tonalist 鹿毛 2011     | 父の母Settling Mist                                                                       | Toll Fee                                                                                  | Toll Booth                                                                                |                  |
| 母 Arabian Song 鹿毛 2008 | 母の父Forestry 鹿毛 1996                                                                  | Storm Cat                                                                                 | Storm Bird                                                                                | Storm Bird       |
| 母 Arabian Song 鹿毛 2008 | 母の父Forestry 鹿毛 1996                                                                  | Storm Cat                                                                                 | Terlingua                                                                                 |                  |
| 母 Arabian Song 鹿毛 2008 | 母の父Forestry 鹿毛 1996                                                                  | Shared Interest                                                                           | Pleasant Colony                                                                           | Pleasant Colony  |
| 母 Arabian Song 鹿毛 2008 | 母の父Forestry 鹿毛 1996                                                                  | Shared Interest                                                                           | Surgery                                                                                   |                  |
| 母 Arabian Song 鹿毛 2008 | 母の母Prima Centauri 栗毛 1998                                                            | Distant View                                                                              | Mr. Prospector                                                                            | Mr. Prospector   |
| 母 Arabian Song 鹿毛 2008 | 母の母Prima Centauri 栗毛 1998                                                            | Distant View                                                                              | Seven Springs                                                                             |                  |
| 母 Arabian Song 鹿毛 2008 | 母の母Prima Centauri 栗毛 1998                                                            | Willstar                                                                                  | Nureyev                                                                                   | Nureyev          |
| 母 Arabian Song 鹿毛 2008 | 母の母Prima Centauri 栗毛 1998                                                            | Willstar                                                                                  | Nijinsky Star                                                                             |                  |
| 母系(F-No.)               | Turk Mare系(FN:23-b)                                                                      | Turk Mare系(FN:23-b)                                                                      | Turk Mare系(FN:23-b)                                                                      | [ § 2 ]          |
| 5代内の近親交配           | Pleasant Colony：S3×M4、Mr. Prospector：M4×S5、Nijinsky：S5×M5、Northern Dancer：S5×M5×M5 | Pleasant Colony：S3×M4、Mr. Prospector：M4×S5、Nijinsky：S5×M5、Northern Dancer：S5×M5×M5 | Pleasant Colony：S3×M4、Mr. Prospector：M4×S5、Nijinsky：S5×M5、Northern Dancer：S5×M5×M5 | [ § 3 ]          |
| 出典                      | 1. 2. 3.                                                                                  | 1. 2. 3.                                                                                  | 1. 2. 3.                                                                                  | 1. 2. 3.         |